# Béatrice Ziegler
Béatrice Ziegler (* 1951) ist eine Schweizer Historikerin und Titularprofessorin für Allgemeine und Schweizergeschichte der Neuzeit der Universität Zürich. Ihre Forschungsschwerpunkte sind die Geschlechtergeschichte, die Migrationsgeschichte, Eugenik und Fürsorge, Körpergeschichte sowie Geschichtskultur. Ihr zeitlicher Forschungsschwerpunkt liegt in der ersten Hälfte des 20. Jahrhunderts.

## Leben
Béatrice Ziegler studierte an der Universität Zürich Geschichte, Sozial- und Wirtschaftsgeschichte und Portugiesisch und doktorierte bei Rudolf von Albertini und Hans Werner Tobler zu schweizerischen Auswandererfamilien auf Kaffeeplantagen der Provinz São Paulo. Ihre Dissertation mit dem Titel Schweizer statt Sklaven. Schweizerische Auswanderer in den Kaffee-Plantagen von São Paulo 1852–1866 verteidigte sie 1981. Von 1992 bis 1998 war sie Oberassistentin an den Universitäten Bern und Zürich; 1998 habilitierte sie an der Universität Zürich, wo sie 1999–2009 als Privatdozentin, seit 2009 als Titularprofessorin tätig war.
Von 2000 bis 2007 war sie zudem Dozentin für Geschichte im Rahmen der Sekundarstufe-I-LehrerInnenausbildung an der Pädagogischen Hochschule Aargau.
Von 2003 bis 2016 war Ziegler Professorin für Geschichte und Geschichtsdidaktik sowie Leiterin des Zentrums Politische Bildung und Geschichtsdidaktik am Institut Forschung und Entwicklung der Pädagogischen Hochschule FHNW in Aarau. Von 2007 bis 2016 war Ziegler Co-Direktorin des Zentrums für Demokratie Aarau. Von Juni 2016 bis Mai 2017 war sie interimistisch stellvertretende Leiterin des Instituts für Bildungswissenschaften der Universität Basel und der PH FHNW.

## Schriften (Auswahl)

### Buchpublikationen
- Zwischen Erinnerung und Aufarbeitung. Fürsorgerische Zwangsmassnahmen an Minderjährigen in der Schweiz im 20. Jahrhundert. 2018.
- Antiziganismus in der Schweiz und in Europa. Geschichte, Kontinuitäten und Reflexionen. 2014.
- Der vergessene Krieg. Spuren und Traditionen zur Schweiz im Ersten Weltkrieg. Baden, Hier und jetzt, 2014.
- Shoa und Schule. Lehren und Lernen im 21. Jahrhundert. 2013.
- Eingriffe ins Leben. Fürsorge und Eugenik in zwei Schweizer Städten (1920–1950). 2012.
- Die Schweiz und die Shoa. Von Kontroversen zu neuen Fragen. 2012.
- Arbeit – Körper – Öffentlichkeit. Berner und Bieler Frauen zwischen Diskurs und Alltag (1919–1945). 2007.
- Genus Oeconomicum. ÖKONOMIE – Macht – Geschlechterverhältnisse. Konstanz, UNK, 2006
- Tiefenbohrungen. Frauen und Männer auf den grossen Tunnelbaustellen der Schweiz 1870–2005. Baden: Hier und jetzt, 2006.
- Der Traum vom Glück. Schweizer Auswanderung auf brasilianische Kaffeeplantagen 1852–1888. Baden: Hier und jetzt, 2003.
- KörperKonzepte/Concepts du corps. Interdisziplinäre Studien zur Geschlechterforschung/Contributions aux études genre interdisciplinaires. Münster: Waxmann, 2003.
- Als Kaufmann in Pernambuco. Ein Reisebericht mit Bildern aus Brasilien von Hermann Kummler (1888–1891). 2001.
- Infiltration. Five Women - five Profiles. Women studying at the University of Zurich. Zürich: Universität (universelle. Beiträge zur Gleichstellung 2).
- Das Eigene und das Fremde. Festschrift für Urs Bitterli. 2000
- Das allgemeine Geschlecht – La généralité du genre. 2000.
- Krisen und Stabilisierung. Die Schweiz in der Zwischenkriegszeit. 1998.
- Schweizer statt Sklaven. Schweizerische Auswanderer in den Kaffee-Plantagen von São Paulo (1852-1866). Steiner-Verlag-Wiesbaden, Stuttgart 1985, ISBN 3-515-04174-5.